# Hiroaki Hiraoka
Hiroaki Hiraoka –en japonés, 平岡 拓晃– (Hiroshima, 6 de febrero de 1985) es un deportista japonés que compite en judo.
Participó en los Juegos Olímpicos de Londres 2012, obteniendo una medalla de plata en la categoría de –60 kg. En los Juegos Asiáticos de 2010 consiguió una medalla de plata.
Ganó tres medallas en el Campeonato Mundial de Judo entre los años 2009 y 2011, y una medalla en el Campeonato Asiático de Judo de 2008.

## Palmarés internacional
| Juegos Olímpicos    | Juegos Olímpicos        | Juegos Olímpicos  | Juegos Olímpicos |
| Año                 | Lugar                   | Medalla           | Categoría        |
| ------------------- | ----------------------- | ----------------- | ---------------- |
| 2012                | Londres (Reino Unido)   | Medalla de plata  | –60 kg           |
| Campeonato Mundial  |                         |                   |                  |
| Año                 | Lugar                   | Medalla           | Categoría        |
| 2009                | Róterdam (Países Bajos) | Medalla de plata  | –60 kg           |
| 2010                | Tokio (Japón)           | Medalla de bronce | –60 kg           |
| 2011                | París (Francia)         | Medalla de plata  | –60 kg           |
| Juegos Asiáticos    |                         |                   |                  |
| Año                 | Lugar                   | Medalla           | Categoría        |
| 2010                | Cantón (China)          | Medalla de plata  | –60 kg           |
| Campeonato Asiático |                         |                   |                  |
| Año                 | Lugar                   | Medalla           | Categoría        |
| 2008                | Jeju (Corea del Sur)    | Medalla de oro    | –60 kg           |